# Vitali Popkov (aviador)
Vitali Ivánovich Popkov (en ruso: Вита́лий Ива́нович Попко́в; Moscú, RSFS de Rusia, 1 de mayo de 1922 – Moscú, Rusia, 6 de febrero de 2010) fue uno de los principales ases de la aviación soviético que combatió durante la Segunda Guerra Mundial. Durante la guerra se le acreditó alrededor de cuarenta victorias aéreas por las cuales recibió dos veces el título de Héroe de la Unión Soviética. Después de la guerra permaneció en el ejército y alcanzó el grado de teniente general, retirándose en 1989. Murió en 2010 a la edad de 87 años.

## Biografía

### Infancia y juventud
Vitali Popkov nació el 1 de mayo de 1922 en Moscú en la RSFS de Rusia, en el seno de una familia rusa de clase trabajadora; aunque creció en Sochi de 1930 a 1934 antes de mudarse a Abjasia. Después de graduarse de la Escuela Glider en Gagra en 1938, regresó a Moscú, donde se graduó de su décimo grado de escuela y comenzó a entrenarse en el club de vuelo local antes de ingresar al ejército en septiembre de 1940. Al graduarse de la Escuela de Pilotos de Aviación Militar de Chuguev en septiembre de 1941 comenzó a recibir capacitación adicional en la Escuela de Pilotos de Aviación Militar de Batay, que se había trasladado a Azerbaiyán debido a la guerra. Después de graduarse en marzo, fue enviado al 4.º Regimiento de Aviación de Reserva con sede en Morshansk.

### Segunda Guerra Mundial
En mayo de 1942, llegó al frente de guerra como piloto del 5.º Regimiento de Aviación de Cazas de la Guardia. Al ver uno de los aviones LaGG-3 utilizados por el regimiento estacionado en el aeródromo, se emocionó mucho y saltó al avión para revisar la cabina, pero un soldado de servicio lo detuvo y le dijo que esperara su turno. Pronto tuvo el turno de volarlo, y el 10 de junio derribó su primer avión enemigo, un Ju-88. El 3 de agosto de 1942 fue derribado, pero sobrevivió al incidente con quemaduras graves y heridas de metralla al lanzarse en paracaídas. Al mes siguiente, obtuvo su tercera y última victoria aérea mientras volaba el LaGG-3 antes de pasar a volar el La-5, que voló durante la mayor parte de la guerra y con el consiguió la mayoría de sus victorias aéreas, habiéndolo volado en «libre» misiones de «caza». Popkov ascendió rápidamente en las filas de su unidad, alcanzando el puesto de comandante de vuelo cuando fue nominado por primera vez para el título de Héroe de la Unión Soviética en agosto de 1943 por haber derribado diecisiete aviones enemigos en el transcurso de 168 salidas de combate.
El 16 de agosto de 1944, resultó nuevamente herido en combate después de que su avión fuera alcanzado por un proyectil antiaéreo durante una misión para atacar un aeródromo enemigo. Las heridas en la mano derecha y la pierna derecha lo obligaron a dirigir su avión con la mano izquierda, sin embargo, logró realizar un aterrizaje seguro en el aeródromo de destino; más tarde ese mismo mes fue ascendido al rango de capitán. En el momento en que fue nominado para su segunda estrella de oro en febrero de 1945, había alcanzado el puesto de comandante de escuadrón, además de haber obtenido sus primeras victorias aéreas en el La-7 a principios de ese mes. Al final de la guerra, se le atribuyeron 345 salidas, 85 enfrentamientos aéreos y aproximadamente 40 victorias aéreas (una de las cuales fue un avión enemigo embestido durante una colisión en el aire); siete de los aviones que derribó eran multimotores. A lo largo del segundo conflicto mundial participó en las batallas de Rjev, operación Saturno, Luhansk, Izyum-Barvenkovo, Belgorod-Járkov, batalla del Dniéper, ofensiva del Dniéper-Cárpatos, ofensiva Leópolis-Sandomierz, ofensiva del Vístula-Óder, Berlín y Praga.

### Posguerra
Hasta marzo de 1946, siguió siendo comandante de escuadrón en su regimiento de guerra, durante el cual estuvo estacionado en Austria y Hungría. Luego se desempeñó brevemente como comandante de escuadrón en el 721.º Regimiento de Aviación de Cazas hasta julio de ese año, momento en el que se fue para unirse a la Academia de la Fuerza Aérea. Después de graduarse en 1951, se desempeñó como comandante del 925.º Regimiento de Aviación de Cazas hasta mayo de 1954, después de lo cual estuvo al mando de la 24.ª División de Aviación de Cazas de la Guardia hasta diciembre de 1955. Desde entonces hasta 1956 se desempeñó como subcomandante de la Fuerza Aérea de la 4.ª Armada. Luego se convirtió en comandante adjunto de la Fuerza Aérea de la Flota del Báltico y en 1958 asumió el cargo de comandante adjunto. Ese mismo año fue ascendido al grado de mayor general, pero no fue hasta 1962 que ingresó a la Academia Militar del Estado Mayor General de las Fuerzas Armadas de la URSS, de la que se graduó en 1964 con honores.
De 1964 a 1966, dirigió un departamento en la Dirección del Estado Mayor General, y desde entonces hasta 1980 se desempeñó como inspector general de Aviación para la Inspección Naval de la Fuerza Aérea. Luego se convirtió en el director de la facultad para la formación de especialistas extranjeros, y desde 1987 hasta su jubilación fue director de la facultad especial en la Academia de la Fuerza Aérea Zhukovsky. Durante su carrera, voló en numerosos aviones, incluidos Yak-9, MiG-15, MiG-17, Tu-16 y An-24.

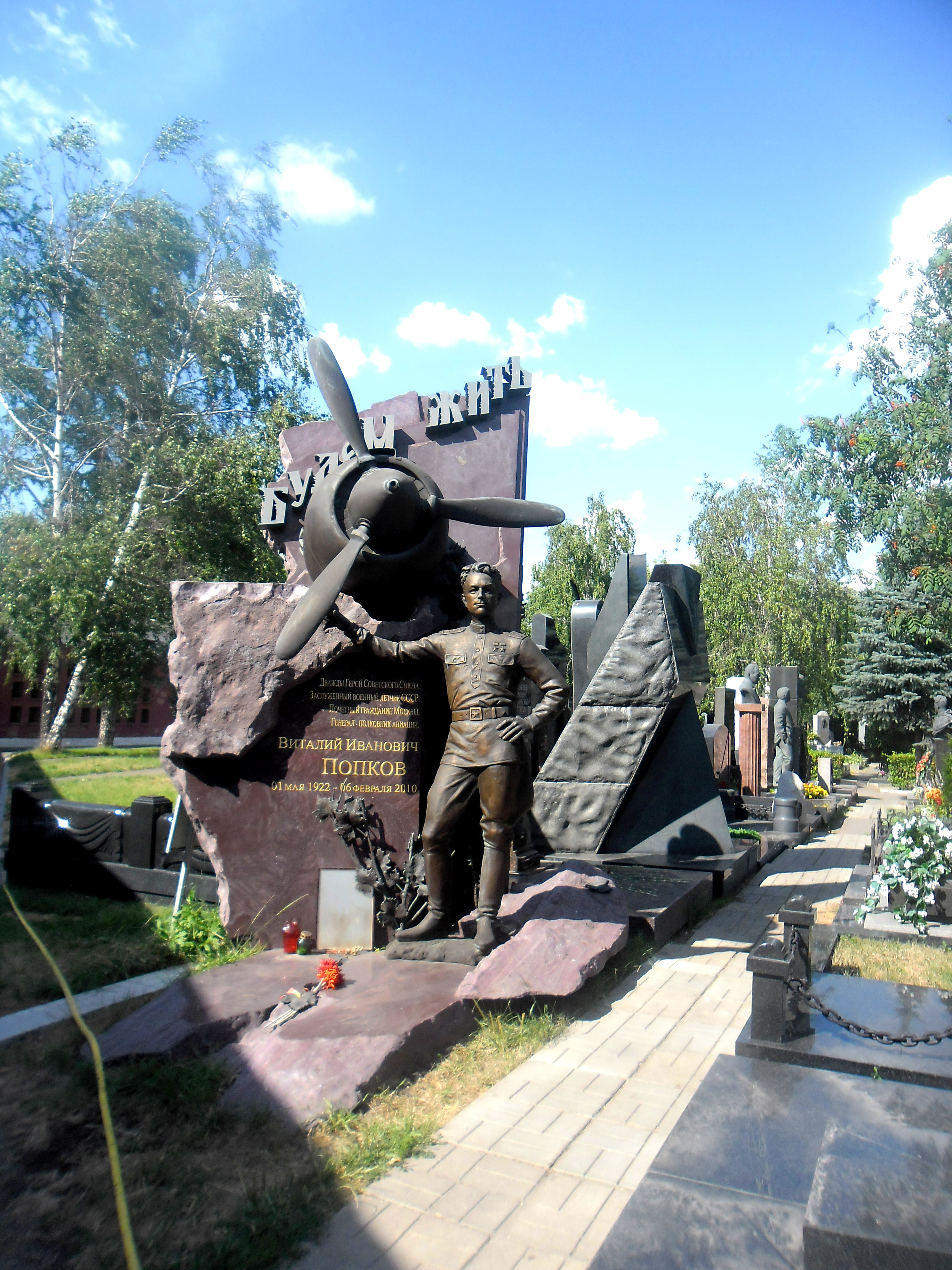
Mausoleo de Vitali Popkov en el cementerio Novodévichi

En 1989 se retiró de las fuerzas armadas con el rango de teniente general. Vivió en Moscú donde murió el 6 de febrero de 2010 a los 87 años y fue enterrado en el cementerio Novodévichi de la capital moscovita.

## Condecoraciones

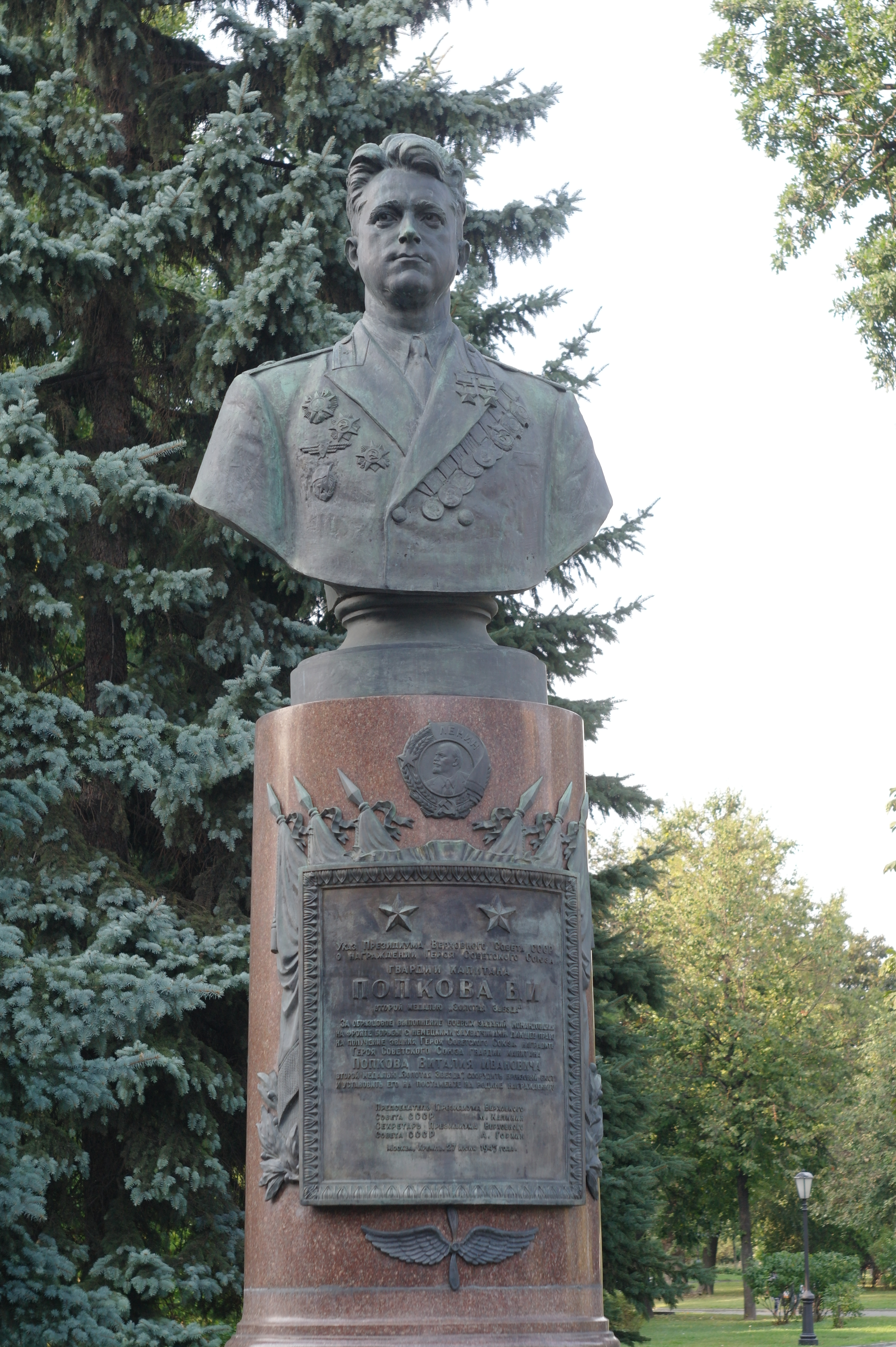
Busto en honor de Vitali Popkov en el Distrito Central de Moscú

Fue ciudadano honorario de numerosas ciudades comoː Moscú, Magadán, Sochi, Kiev, Odesa, Dnepropetrovsk, Gagra, Praga, Viena, Budapest, Bratislava, Parndorf y Krasnika.
A lo largo de su extensa carrera militar Vitali Popkov recibió las siguientes condecoracionesː

### Unión Soviética
- Héroe de la Unión Soviética, dos veces (8 de septiembre de 1943 y 27 de junio de 1945)
- Orden de Lenin, tres veces (26 de agosto de 1942, 8 de agosto de 1943 y 28 de septiembre de 1956)
- Orden de la Bandera Roja, dos veces (30 de julio de 1943 y 6 de abril de 1955)
- Piloto Militar de Honor de la URSS (8 de julio de 1967)
- Orden de Alejandro Nevski (17 de agosto de 1944)
- Orden de la Guerra Patria de 1.er (23 de mayo de 1943 y 11 de mayo de 1985) y de 2.do grado (29 de mayo de 1945)
- Orden de la Estrella Roja, dos veces (30 de diciembre de 1956 y 27 de diciembre de 1982)
- Orden del Servicio a la Patria en las Fuerzas Armadas de la URSS de 3.er grado (17 de febrero de 1976)
- Medalla por el Servicio de Combate
- Medalla Conmemorativa por el Centenario del Natalicio de Lenin
- Medalla por la Defensa de Kiev
- Medalla por la Defensa de Stalingrado
- Medalla por la Conquista de Berlín
- Medalla por la Liberación de Praga
- Medalla por la Victoria sobre Alemania en la Gran Guerra Patria 1941-1945
- Medalla Conmemorativa del 20.º Aniversario de la Victoria en la Gran Guerra Patria de 1941-1945
- Medalla Conmemorativa del 30.º Aniversario de la Victoria en la Gran Guerra Patria de 1941-1945
- Medalla Conmemorativa del 40.º Aniversario de la Victoria en la Gran Guerra Patria de 1941-1945
- Medalla Conmemorativa del 50.º Aniversario de la Victoria en la Gran Guerra Patria de 1941-1945
- Medalla Conmemorativa del 60.º Aniversario de la Victoria en la Gran Guerra Patria de 1941-1945
- Medalla Conmemorativa del 65.º Aniversario de la Victoria en la Gran Guerra Patria de 1941-1945
- Medalla de Zhúkov
- Medalla Conmemorativa del 300.º Aniversario de la Armada de Rusia
- Medalla Conmemorativa del 850.º Aniversario de Moscú
- Medalla al Trabajador Veterano
- Medalla de Veterano de las Fuerzas Armadas de la URSS
- Medalla por el Fortalecimiento de la Cooperación Militar
- Medalla del 30.º Aniversario de las Fuerzas Armadas de la URSS
- Medalla del 40.º Aniversario de las Fuerzas Armadas de la URSS
- Medalla del 50.º Aniversario de las Fuerzas Armadas de la URSS
- Medalla del 60.º Aniversario de las Fuerzas Armadas de la URSS
- Medalla del 70.º Aniversario de las Fuerzas Armadas de la URSS
- Medalla Conmemorativa del 800.º Aniversario de Moscú
- Medalla Conmemorativa del 1500.º Aniversario de Kiev
- Medalla por Servicio Impecable de 1.er grado

### Otros países
- Orden de la Bandera de la República Popular de Hungría
- Orden del 9 de septiembre de 1944 (Bulgaria)
- Orden al Mérito (Ucrania)